# 시리아 속주

시리아 속주(라틴어: Provincia Syria 프로빈키아 시리아[*])는 폼페이우스에 의해 로마 제국에 편입된 프로빈키아이다. 기원전 64년에 폼페이우스가 제3차 미스리다테스 전쟁의 승리를 추구한 뒤 레반트 지역에서 그의 군대가 들어온 것에서 비롯한다.

## 같이 보기
- 시리아의 역사